# Ratelaar
Ratelaar (Rhinanthus) is een geslacht uit de bremraapfamilie (Orobanchaceae). 
De planten hebben vierkantige stengels waaraan de bladeren steeds twee aan twee (tegenoverstaand) staan. De bladeren zijn lancetvormig tot eirond en de rand ervan is gezaagd. De bloemen zijn plat en geel. Ze bestaat uit twee lippen, waarvan de bovenste lip aan weerskanten een blauwe tand heeft. De kelk is rond en ook vrij plat. Het zaad is rond en bruin en heeft rondom een vliezige rand. Wanneer de plant is uitgebloeid maken de zaden binnen de verdroogde kelkbladen bij beweging een rammelend geluid. Dat heeft het plantengeslacht de naam ratelaar bezorgd.
Ratelaar is eenjarig en de zaden zijn maar kiemkrachtig tot het volgend voorjaar. Dat heeft als gevolg dat wanneer de planten, door bijvoorbeeld een verkeerd maaibeheer niet tot zaadzetten komen, de planten in één jaar uit een terrein kunnen zijn verdwenen.
Ratelaar is een halfparasiet. In de winter groeit de wortel al uit en gaat op zoek naar de wortels van andere planten zoals gras of klaver. De plant boort deze aan en haalt hier een gedeelte van zijn nutriënten. Zo heeft het in minder rijke omstandigheden een concurrentievoordeel op die andere planten, die het door toedoen van ratelaar weer moeilijker hebben. Dat de plant gras parasiteert heeft hem populair gemaakt bij natuur- en heemtuinbeheerders. Het dringt het gras nog wat verder terug, waardoor er meer plaats is voor andere bloemplanten. Zo worden bepaalde orchideeënsoorten opvallend vaak vergezeld door deze plant. Bovendien worden ratelaars vanwege hun bloei zelf ook gewaardeerd en kunnen ze, wanneer ze massaal voorkomen, een grasland geel kleuren. Ze worden ook door insecten als bijvoorbeeld hommels bezocht.
De gemeente Amstelveen heeft proeven gedaan met het uitzaaien van ratelaars in plantsoenen. Het bleek dat grote ratelaar op grazige plekken stand wist te houden, de andere twee ratelaarsoorten niet. De plant handhaaft zich het beste als er gemaaid wordt nadat de zaden zijn gerijpt. Door na het maaien het maaisel nog enkele dagen te laten liggen, kunnen de zaden goed rijpen en zich nog beter verspreiden. Als het maaisel op een andere plek wordt uitgereden, kan ratelaar ook elders worden ingebracht.
In België en Nederland komen de kleine ratelaar (Rhinanthus minor), de grote ratelaar (Rhinanthus angustifolius) en de harige ratelaar (Rhinanthus alectroluphus) voor.
Buiten de Benelux komen in Europa onder meer nog voor:
- Rhinanthus antiquus
- Rhinanthus facchinii
- Rhinanthus glacialis
- Rhinanthus groenlandicus
- Rhinanthus pulcher
- Rhinanthus serotinus

... · 
Bartsia · 
Castilleja · 
Euphrasia (Ogentroost) · 
Lathraea (Schubwortel) · 
Melampyrum (Zwartkoren) · 
Odontites (Helmogentroost) · 
Orobanche (Bremraap) · 
Pedicularis (Kartelblad) · 
Parentucellia · 
Rhinanthus (Ratelaar) · 
...